# جان کندی تول
جان کندی تول (به انگلیسی: John Kennedy Toole) رمان‌نویس، سرباز و یک آمریکایی و برنده جایزه پولیتزر برای داستان در سال ۱۹۸۱ می‌باشد. وی همچنین استادیار و عضو هیئت‌علمی دپارتمان زبان انگلیسی دانشگاه لوئیزیانا در لافایت بود.
جان کندی تول رمان اتحادیه ابلهان را در سی سالگی و در سال ۱۹۶۹ نوشت و بعد از اینکه هیچ ناشری زیر بار چاپ آن نرفت به زندگی خود پایان داد. بعد از مرگ او با تلاش‌های مادرش کتاب از سوی دانشگاه ایالتی لوئیزیانا منتشر شد و بلافاصله مورد تحسین منتقدان قرار گرفت. این رمان یازده سال بعد از خودکشی جان کندی تول در سال ۱۹۸۰ منتشر شد.